# Nikolai Kotxin
Nikolai Kotxin (rus: Николай Евграфович Кочин)  (Sant Petersburg, 6 de maig de 1901 (Julià) - Moscou, 31 de desembre de 1944) va ser un matemàtic i físic teòric soviètic.
En completar els estudis secundaris el 1918, es va matricular a la universitat de Sant Petersburg, però l'any següent, a més de morir el seu pare, va ser mobilitzat per l'Exèrcit Roig per combatre a la Guerra Civil Russa. Va participar en les batalles de Gattxina i Yamburg contra l'exèrcit Blanc comandat per Nikolai Iudénitx; i, després d'estar un temps a l'acadèmia de cadets, va participar en la repressió de la revolta de Kronstadt. El 1922, un cop pacificat el país, va reprendre els seus estudis universitaris. Es va graduar el 1923 i va obtenir el doctorat el 1925. Des de 1924 va ser professor de la universitat de Sant Petersburg fins que el 1934 es va traslladar a Moscou, on va ser professor de la universitat Estatal de Moscou fins a la seva mort el 1944 per un càncer.
Els seus treballs més importants van ser meteorologia i en teoria de les ones d'aigua. Va ser el marit de la coneguda matemàtica Pelagueia Polubarínova-Kótxina.